# 毛主席给日本工人朋友们的重要题词

毛主席给日本工人朋友的重要题词是文革邮票中的未发行票。该票面值8分，52×30mm。该邮票的“成型”时间约在1968年9月24日至1968年9月26日之间。
1962年9月18日晚，中共中央主席毛泽东在北京接见了日本工人朋友，并题词相赠。1962年9月20日，北京各大报纸都在第一版显著位置刊登了会见的新闻和照片，但未提题词。1965年的11月21日《工人日报》在头版刊登了这一题词的手迹。该题词为：
只要认真做到马克思、列宁主义的普遍真理与日本革命的具体实践相结合，日本革命的胜利就是毫无疑义的。应日本工人学习积极分子访华代表团各位朋友之命，书赠日本工人朋友们。毛泽东一九六二年九月十八日。
1968年9月18日，为纪念该题词产生六周年，北京各大报纸均刊登了该题词的手迹。
在此情况下，中华人民共和国邮电部准备于1968年10月1日发行编号“文15”的邮票《毛主席给日本工人朋友的重要题词》。1968年9月27日中央召开宣传工作会议，会议的中心议题是讨论如何正确地宣传毛泽东思想的问题，讲了毛泽东的"对外宣传不要强加于人" 的指示。1968年9月27日，邮电部邮票发行局革命委员会通知各省市自治区撤销邮票发行。

## 延伸阅读
- 朱祖威，关于毛泽东给日本工人朋友题词邮票，集邮1989.2/21
- 陈元祯，文革珍邮“黑题词”，集邮报1993.5.29/3
- 蒋小音，“毛主席为日本工人题词”邮票“成型”时间考，集邮1993.11/29
- 党玉占，对《“毛主席为日本工人题词”邮票“成型”时间考》一文的异议，集邮报1994.1.12/2
- 聂全福，关于《毛泽东为日本工人题词》邮票的成型时间，集邮报1994.7.6/3
- 陈浪，一枚未发行的文革珍邮，四川集邮报1994.10.30/4
- 何天盛，《毛泽东给日本工人朋友题词》邮票为什么未发行，集邮家1997.8/1
- 马佑璋，一枚《毛泽东为日本工人朋友题词》信销票，江苏集邮1997.2/8
- 聂全胜，珍邮“毛泽东为日本工人朋友题词邮票”的成型时间，集邮博览1999.10/5
- 郑启五，“黑题词”邮票的“成型”时间水落石出，集邮2000.2/36
- 郑启五，关于“黑题词”等邮票停止发行的原因，上海集邮2000.1/25
- 聂全福，珍邮《毛泽东为日本工人题词》成型时间，中国集邮报2002.4.5/6
- 郑启五，五件原始档案为证 黑题词成型时间可考，中国集邮报2002.4.23/6
- 魏裕民，毛泽东给日本工人“题词”邮票发行始未，集邮博览2005.2/29
- 郑启五，“黑题词”邮票停止发行的原因，文革邮史研究总第15期（2007年2月）/4转3
- 胥辅东，关于“黑题词”邮票，文革邮史研究总第15期（2007年2月）/5（原载《湖北邮电报》）
- 张春仁，“黑题词”邮票小考，文革邮史研究总第15期（2007年2月）/6-7转5